# Wim de Vos
Pour les articles homonymes, voir Vos.
Wim de Vos (né le 18 mars 1968 à Tilbourg) est un coureur cycliste néerlandais. Professionnel de 1993 à 2004 et spécialiste du cyclo-cross, il a été champion des Pays-Bas en 1997 et médaillé de bronze du championnat du monde en 1993.

## Palmarès en cyclo-cross
| Saison / Compétition | Championnat du monde | Coupe du monde | Superprestige | Championnat des Pays-Bas |
| 1992/1993            | 3e                   |                |               | 8e                       |
| 1993/1994            | 13e                  |                | 6e            |                          |
| 1994/1995            |                      |                | 7e            | 4e                       |
| 1995/1996            | 12e                  | 8e             | 7e            | 2e                       |
| 1996/1997            | 5e                   | 7e             |               | 1er                      |
| 1997/1998            |                      |                |               | 3e                       |
| 1998/1999            | 12e                  | 9e             |               | 2e                       |
| 1999/2000            | 5e                   | 8e             |               | 3e                       |
| 2000/2001            | 14e                  |                |               | 2e                       |
| 2001/2002            | 7e                   | 8e             |               | 3e                       |
| 2002/2003            | 33e                  |                |               | 4e                       |

## Palmarès en VTT
- 1990
  -  Champion des Pays-Bas de cross-country